# 華碩Eee PC

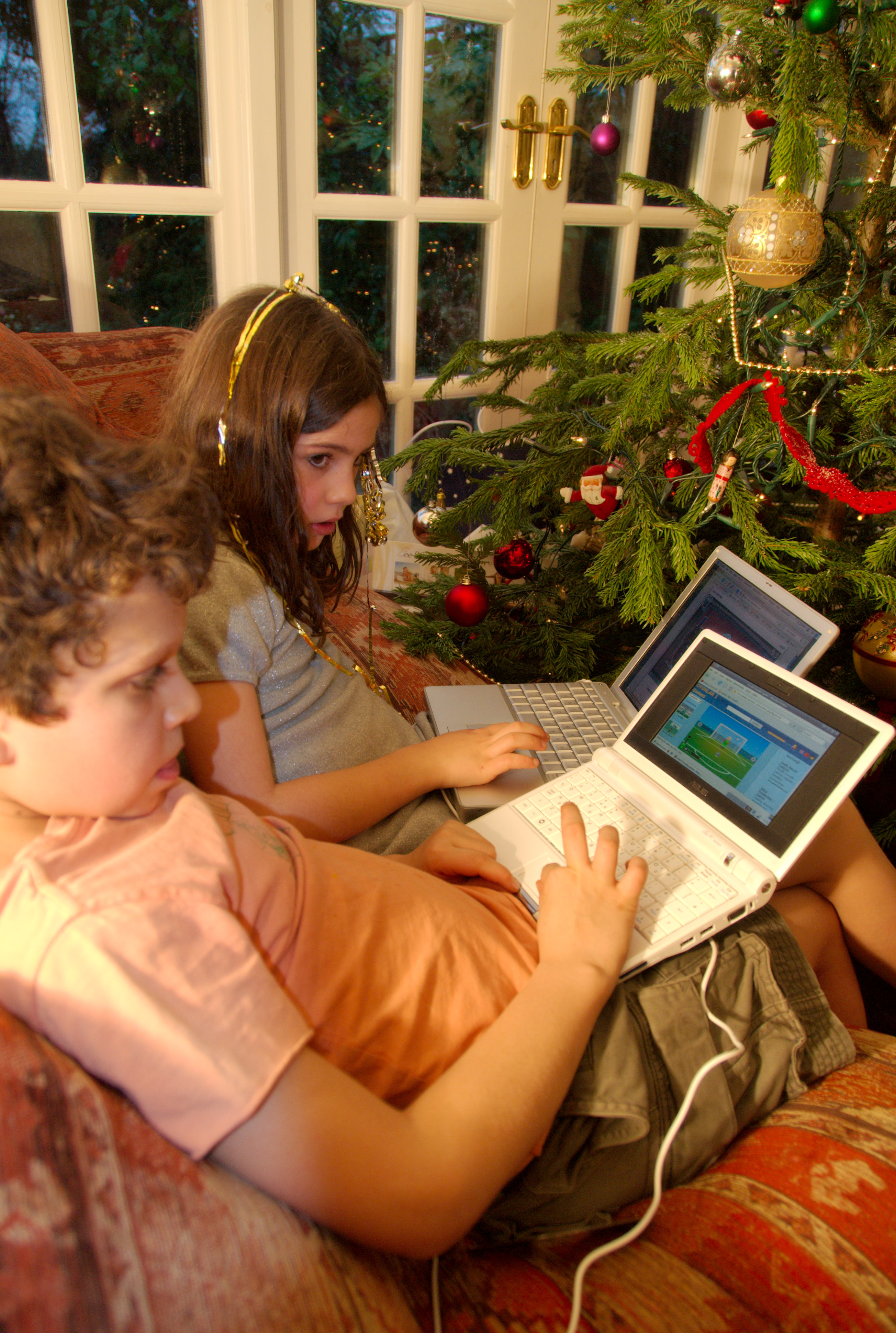
幼兒教育軟體使用

華碩易PC（ASUS Eee PC），簡稱「Eee PC」，是華碩電腦與英特爾公司共同研發的新一代，目標是消費型市場，訴求是「極簡、易學、易玩、易攜帶」。據華碩表示，發音為IPA／iː／的Eee的三個「E」字分别代表「易於學習、易於上手、易於工作」（Easy to learn, Easy to play and Easy to work.），此商品也在2008年台灣精品獎決選中，獲得金質獎與最佳人氣商品等榮譽，被視為小筆電（Netbook）的鼻祖之一。
華碩於2012年停止生產易PC，改以平板電腦代替。

## 技術概覽

### 行動性
易PC是一種小型筆記型電腦，尺寸如一本合起來的硬背書。原始的預裝Xandros Linux系統根據使用者的需求，經由命令行界面可以調整為為初學者設計的簡單模式或進階者的完整桌面模式。

### 軟體的開發
最初Eee PC預設的作業系統是Xandros Linux，華碩已放出了相關的软件开发包，為此作業系統開發軟體。由於Xandros Linux作業系統不支援GTK+工具包，有人就為易PC安裝Ubuntu Linux系統，使之可以使用Firefox 3.0。另外，Ubuntu優化了電池的使用，亦加快了系統的啟動速度。後來，也有些EEE PC改為預載Windows。

### 相容性
除原裝的Xandros Linux與Windows XP, EeePC相容下列的作業系統：
- Linux, BSD, Solaris及其他類Unix系統
- Syllable桌面 (操作系統)（英语：Syllable Desktop (operating system)）

## Eee PC列表
| 規格     | 規格                      | Eee PC 2G Surf (700) | Eee PC 4G Surf (701) | Eee PC 4G (701)1 | Eee PC 701SD | Eee PC 8G (702) | Eee PC 900 | Eee PC 900 16G | Eee PC 900HD | Eee PC 900A | Eee PC 901 | Eee PC 904HD | Eee PC 1000HD | Eee PC 1000H | Eee PC 1000HA | Eee PC 1000 | Eee PC 1002HA | Eee PC 1000HE |
| 螢幕     | 螢幕                      | 7英寸（17.8） 800×480 背光LED TFT LCD | 7英寸（17.8） 800×480 背光LED TFT LCD | 7英寸（17.8） 800×480 背光LED TFT LCD | 7英寸（17.8） 800×480 背光LED TFT LCD | 7英寸（17.8） 800×480 背光LED TFT LCD | 8.9英寸（22.6）, 1024 x 600 TFT LCD | 8.9英寸（22.6）, 1024 x 600 TFT LCD | 8.9英寸（22.6）, 1024 x 600 TFT LCD | 8.9英寸（22.6）, 1024 x 600 TFT LCD | 8.9英寸（22.6）, 1024 x 600 TFT LCD | 8.9英寸（22.6）, 1024 x 600 TFT LCD | 10.2英寸（25.9）, 1024 x 600 TFT LCD | 10.2英寸（25.9）, 1024 x 600 TFT LCD | 10.2英寸（25.9）, 1024 x 600 TFT LCD | 10.2英寸（25.9）, 1024 x 600 TFT LCD | 10.2英寸（25.9）, 1024 x 600 TFT LCD | 10.2英寸（25.9）, 1024 x 600 TFT LCD |
| 儲存裝置 | 主要SSD（固定，不可拆除） | 2GB | 4GB | 4GB | | | 4GB | | | 8GB或4GB（美國）或沒有（美國/德國） | 4GB（可拆除） | | | | | 8 GB（可拆除） | | |
| 儲存裝置 | 次要SSD（可拆除）         | | | | 8GB | 8GB | 8GB (WinXP)或16GB (Linux) | 16GB | | 16GB或8GB（德國）、沒有（美國）、或4GB（美國） | 8GB (WinXP)或16GB（WinXP/Linux） | | | | | 32GB | | |
| 儲存裝置 | 硬碟                      | | | | 外置30GB（部份版本） | | | | 160GB | | | 80GB | 80GB | 80GB或160GB | 160GB | | 160GB | 160GB |
| 处理器   | 处理器                    | 900 MHz Intel Celeron-M ULV 353，571 MHz; 32kB L1 cache | 900 MHz Intel Celeron-M ULV 353， 630 MHz (70 MHz x 9) | 900 MHz Intel Celeron-M ULV 353， 630 MHz (70 MHz x 9) | 900 MHz Intel Celeron-M ULV 353， 630 MHz (70 MHz x 9) | 900 MHz Intel Celeron-M ULV 353， 630 MHz (70 MHz x 9) | 900 MHz Intel Celeron-M ULV 353 | 900 MHz Intel Celeron-M ULV 353 | 900 MHz Intel Celeron-M ULV 353 | 1.6 GHz Intel Atom，45nm Diamondville N270, Socket 437 FCBG8A | 1.6 GHz Intel Atom，45nm Diamondville N270, Socket 437 FCBG8A | 900 MHz Intel Celeron-M ULV 353， 630 MHz (70 MHz x 9) | 900 MHz Intel Celeron-M ULV 353， 630 MHz (70 MHz x 9) | 1.6 GHz Intel Atom，45nm Diamondville N270, Socket 437 FCBG8A | 1.6 GHz Intel Atom，45nm Diamondville N270, Socket 437 FCBG8A | 1.6 GHz Intel Atom，45nm Diamondville N270, Socket 437 FCBG8A | 1.6 GHz Intel Atom，45nm Diamondville N270, Socket 437 FCBG8A | 1.66 GHz Intel Atom，45nm Diamondville N280, Socket 437 FCBG8A |
| 处理器   | 处理器                    | 512 kB L2 cache RAM， | 512 kB L2 cache RAM， | 512 kB L2 cache RAM， | 512 kB L2 cache RAM， | 512 kB L2 cache RAM， | 512 kB L2 cache RAM， | 512 kB L2 cache，8-way set associative，64-byte line size | 512 kB L2 cache，8-way set associative，64-byte line size | 512 kB L2 cache，8-way set associative，64-byte line size | 512 kB L2 cache RAM | 512 kB L2 cache RAM | 512 kB L2 cache，8-way set associative，64-byte line size | 512 kB L2 cache，8-way set associative，64-byte line size | 512 kB L2 cache，8-way set associative，64-byte line size | 512 kB L2 cache RAM | | |
| 規格     | 規格                      | Eee PC 2G Surf (700) | Eee PC 4G Surf (701) | Eee PC 4G7011 | Eee PC 701SD | Eee PC 8G (702) | Eee PC 900 | Eee PC 900 16G | Eee PC 900HD | Eee PC 900A | Eee PC 901 | Eee PC 904HD | Eee PC 1000HD | Eee PC 1000H | Eee PC 1000HA | Eee PC 1000 | Eee PC 1002HA | Eee PC 1000HE |
| RAM      | RAM                       | 512 MB DDR2 RAM（內置） | 512 MB DDR2-533/667 | 512 MB DDR2-533/667 | 512 MB DDR2-533/667 | 1 GB RAM DDR2-400（對應533/667） | 1 GB RAM DDR2-400（對應533/667） | 1 GB RAM DDR2-400（對應533/667） | 1 GB RAM DDR2-400（對應533/667） | 1 GB RAM DDR2-400（對應533/667） | 1 GB RAM DDR2-400（對應533/667） | 1 GB (XP)、2 GB (Linux) RAM DDR2-533/667 | 1 GB (XP)、2 GB (Linux) RAM DDR2-533/667 | 1 GB RAM DDR2-533/667 | 1 GB RAM DDR2-533/667 | 1 GB RAM DDR2-533/667 | 1 GB RAM DDR2-533/667 | 1 GB RAM DDR2-533/667 |
| RAM      | RAM                       | 內置RAM | 佔用1條RAM槽，可升級至2 GB | 佔用1條RAM槽，可升級至2 GB | 佔用1條RAM槽，可升級至2 GB | 佔用1條RAM槽，可升級至2 GB | 佔用1條RAM槽，可升級至2 GB | 佔用1條RAM槽，可升級至2 GB | 佔用1條RAM槽，可升級至2 GB | 佔用1條RAM槽，可升級至2 GB | 佔用1條RAM槽，可升級至2 GB | 佔用1條RAM槽，可升級至2 GB | 佔用1條RAM槽，可升級至2 GB | 佔用1條RAM槽，可升級至2 GB | 佔用1條RAM槽，可升級至2 GB | 佔用1條RAM槽，可升級至2 GB | 佔用1條RAM槽，可升級至2 GB | 佔用1條RAM槽，可升級至2 GB |
| 顯示晶片 | 顯示晶片                  | 內置Intel GMA 900圖像處理器（共享記憶體），對應VGA插口輸出（最大1600x1280） | 內置Intel GMA 900圖像處理器（共享記憶體），對應VGA插口輸出（最大1600x1280） | 內置Intel GMA 900圖像處理器（共享記憶體），對應VGA插口輸出（最大1600x1280） | 內置Intel GMA 900圖像處理器（共享記憶體），對應VGA插口輸出（最大1600x1280） | 內置Intel GMA 900圖像處理器（共享記憶體），對應VGA插口輸出（最大1600x1280） | Intel 915GM/GMS, 910GML Express | Intel 915GM/GMS, 910GML Express | Intel 915GM/GMS, 910GML Express | 內置GMA 950 | 內置GMA 950 | 內置GMA 950 | 內置GMA 950 | 內置GMA 950 | 內置GMA 950 | 內置GMA 950 | 內置GMA 950 | 內置GMA 950 |
| 晶片組   | 晶片組                    | | Intel 910GML系列 | | | | | | | | Intel 945GSE | | | | | | | |
| 電池     | 電池                      | 4-cell鋰離子電池，4400 mAh，7.4伏特：2小時45分電池有效運作時間 | 4-cell鋰離子電池，4400 mAh，7.4伏特：2小時45分電池有效運作時間 | 4-cell鋰離子電池，4400mAh（電池有效運作時間不詳）；或4-cell鋰離子電池，5200 mAh，7.4伏特：3小時30分電池有效運作時間 | 4-cell鋰離子電池，4400mAh（電池有效運作時間不詳）；或4-cell鋰離子電池，5200 mAh，7.4伏特：3小時30分電池有效運作時間 | 4-cell鋰離子電池，4400mAh（電池有效運作時間不詳）；或4-cell鋰離子電池，5200 mAh，7.4伏特：3小時30分電池有效運作時間 | 4-cell鋰離子電池，4400mAh（電池有效運作時間不詳）；或4-cell鋰離子電池，5200 mAh，7.4伏特：3小時30分電池有效運作時間 | 4-cell鋰離子電池，4400mAh（電池有效運作時間不詳）；或4-cell鋰離子電池，5200 mAh，7.4伏特：3小時30分電池有效運作時間 | 4-cell鋰離子電池，4400 mAh 7.4V（電池有效運作時間不詳） | 4-cell鋰離子電池，4400 mAh 7.4V（電池有效運作時間不詳）或5800 mAh，7.2伏特：3小時30分電池有效運作時間 | 6-cell鋰離子電池，6600 mAh 7.4V（4.2-7.8小時電池有效運作時間） | 6-cell鋰離子電池，6600 mAh 7.4V（4.2-7.8小時電池有效運作時間） | 6-cell鋰離子電池，6600 mAh 7.4V（4.2-7.8小時電池有效運作時間） | 6-cell鋰離子電池，6600 mAh 7.4V（4.2-7.8小時電池有效運作時間） | 6-cell鋰離子電池，6600 mAh 7.4V（4.2-7.8小時電池有效運作時間） | 6-cell鋰離子電池，6600 mAh 7.4V（4.2-7.8小時電池有效運作時間） | 2 cell鋰聚合物電池，4200 mAh 7.4伏特：5小時電池有效運作時間（WinXP） | 6 cell鋰聚合物電池，8700 mAh 7.4伏特：9.5小時電池有效運作時間（WinXP） |
| 鏡頭     | 鏡頭                      | 沒有 | 沒有 | 0.3百萬像素；最大640×480，最大每秒30顯示幀數 | 0.3百萬像素；最大640×480，最大每秒30顯示幀數 | 0.3百萬像素；最大640×480，最大每秒30顯示幀數 | 1.3百萬像素 | 1.3百萬像素 | 0.3百萬像素 | 0.3百萬像素或沒有（美國） | 1.3百萬像素 | 0.3百萬像素 | 1.3百萬像素 | 1.3百萬像素 | 1.3百萬像素 | 1.3百萬像素 | 1.3百萬像素 | 1.3百萬像素 |
| 規格     | 規格                      | Eee PC 2G Surf (700) | Eee PC 4G Surf (701) | Eee PC 4G (701)1 | Eee PC 701SD | Eee PC 8G (702) | Eee PC 900 | Eee PC 900 16G | Eee PC 900HD | Eee PC 900A | Eee PC 901 | Eee PC 904HD | Eee PC 1000HD | Eee PC 1000H | Eee PC 1000HA | Eee PC 1000 | Eee PC 1002HA | Eee PC 1000HE |
| 尺寸     | 尺寸                      | 225×165×21~35毫米 | 225×165×21~35毫米 | 225×165×21~35毫米 | 225×165×21~35毫米 | 225×165×21~35毫米 | 225 x 170 x 20~38毫米 | 225 x 170 x 20~38毫米 | 225 x 170 x 20~38毫米 | 225 x 170 x 20~38毫米 | 226×175.3×22.9毫米 | 265.9×191.3×38.1毫米 | 265.9×191.3×38.1毫米 | 265.9×191.3×38.1毫米 | 265.9×191.3×38.1毫米 | 265.9×191.3×38.1毫米 | 264 x 181 x 27.6毫米 | 266 x 191.2 x 28.5~38毫米 |
| 重量     | 重量                      | 922克 | 922克 | 922克 | 922克 | 922克 | 990克 | 990克 | 990克 | 990克 | 1140克 | 1400克 | 1450克 | 1450克 | 1450克 | 1330克 | 1200克 | 1450克 |
| 網路裝置 | 網路裝置                  | 10/100 Mbit Ethernet (Attansic L2)，802.11b/802.11g無線LAN PCI-E mini卡（Atheros或Ralink） Eee PC 901/1000：Ralink RT2860 | 10/100 Mbit Ethernet (Attansic L2)，802.11b/802.11g無線LAN PCI-E mini卡（Atheros或Ralink） Eee PC 901/1000：Ralink RT2860 | 10/100 Mbit Ethernet (Attansic L2)，802.11b/802.11g無線LAN PCI-E mini卡（Atheros或Ralink） Eee PC 901/1000：Ralink RT2860 | 10/100 Mbit Ethernet (Attansic L2)，802.11b/802.11g無線LAN PCI-E mini卡（Atheros或Ralink） Eee PC 901/1000：Ralink RT2860 | 10/100 Mbit Ethernet (Attansic L2)，802.11b/802.11g無線LAN PCI-E mini卡（Atheros或Ralink） Eee PC 901/1000：Ralink RT2860 | 10/100 Mbit Ethernet (Attansic L2)，802.11b/802.11g無線LAN PCI-E mini卡（Atheros或Ralink） Eee PC 901/1000：Ralink RT2860 | 10/100 Mbit Ethernet (Attansic L2)，802.11b/802.11g無線LAN PCI-E mini卡（Atheros或Ralink） Eee PC 901/1000：Ralink RT2860 | 10/100 Mbit Ethernet (Attansic L2)，802.11b/802.11g無線LAN PCI-E mini卡（Atheros或Ralink） Eee PC 901/1000：Ralink RT2860 | 10/100 Mbit Ethernet (Attansic L2)，802.11b/802.11g無線LAN PCI-E mini卡（Atheros或Ralink） Eee PC 901/1000：Ralink RT2860 | 10/100 Mbit Ethernet (Attansic L2)，802.11b/802.11g無線LAN PCI-E mini卡（Atheros或Ralink） Eee PC 901/1000：Ralink RT2860 | 10/100 Mbit Ethernet (Attansic L2)，802.11b/802.11g無線LAN PCI-E mini卡（Atheros或Ralink） Eee PC 901/1000：Ralink RT2860 | 10/100 Mbit Ethernet (Attansic L2)，802.11b/802.11g無線LAN PCI-E mini卡（Atheros或Ralink） Eee PC 901/1000：Ralink RT2860 | 10/100 Mbit Ethernet (Attansic L2)，802.11b/802.11g無線LAN PCI-E mini卡（Atheros或Ralink） Eee PC 901/1000：Ralink RT2860 | 10/100 Mbit Ethernet (Attansic L2)，802.11b/802.11g無線LAN PCI-E mini卡（Atheros或Ralink） Eee PC 901/1000：Ralink RT2860 | 10/100 Mbit Ethernet (Attansic L2)，802.11b/802.11g無線LAN PCI-E mini卡（Atheros或Ralink） Eee PC 901/1000：Ralink RT2860 | 10/100 Mbit Ethernet (Attansic L2)，802.11b/802.11g無線LAN PCI-E mini卡（Atheros或Ralink） Eee PC 901/1000：Ralink RT2860 | 10/100 Mbit Ethernet，802.11b/802.11g/802.11n無線LAN PCI-E mini卡 |
| 藍牙     | 藍牙                      | 沒有 | 沒有 | 沒有 | 沒有 | 沒有 | 沒有 | 沒有 | 沒有 | 沒有 | 有 | 沒有 | 沒有 | 有 | 沒有 | 有 | 有 | 有 |
| 作業系統 | Windows XP                | 有 | 有 | 有 | 有 | 有 | 有 | 有 | 有 | 有 | 有 | 有 | 有 | 有 | 有 | 有 | 有 | 有 |
| 作業系統 | Linux                     | 有，部份地區發售型號採用Xandros（其於Linux）運行修改版KDE及IceWM | 有，部份地區發售型號採用Xandros（其於Linux）運行修改版KDE及IceWM | 有，部份地區發售型號採用Xandros（其於Linux）運行修改版KDE及IceWM | 有，部份地區發售型號採用Xandros（其於Linux）運行修改版KDE及IceWM | 有，部份地區發售型號採用Xandros（其於Linux）運行修改版KDE及IceWM | 有，部份地區發售型號採用Xandros（其於Linux）運行修改版KDE及IceWM | 有，部份地區發售型號採用Xandros（其於Linux）運行修改版KDE及IceWM | 沒有 | 有，部份地區發售型號採用Xandros（其於Linux）運行修改版KDE及IceWM | 有，部份地區發售型號採用Xandros（其於Linux）運行修改版KDE及IceWM | 有，部份地區發售型號採用Xandros（其於Linux）運行修改版KDE及IceWM | 有，部份地區發售型號採用Xandros（其於Linux）運行修改版KDE及IceWM | 有，部份地區發售型號採用Xandros（其於Linux）運行修改版KDE及IceWM | 沒有 | 有 | 沒有 | 沒有 |
| 其他     | 其他                      | - 音效：Realtek ALC662 HD Audio 5.1 CODEC;內置立體聲揚聲器、內置麥克風 - 接口：3個USB 2.0插口，MMC/SD卡（HC）讀卡器、乙太網絡（Ethernet）插口、數據機插口、麥克風輸入插口、耳機/揚聲器插口、AC電源插口、VGA輸出插口、Kensington鎖插口、共享USB2.0/eSATA插口（1000HE） - 顏色：珍珠白（非Surf版）、純白（Surf版）或銀河黑、嫩綠、天藍、腮粉紅 - 擴充：2xPCI Express mini卡插口：其中一個用於無線網卡；另一個空置，或只對應華碩SSD擴充卡 | - 音效：Realtek ALC662 HD Audio 5.1 CODEC;內置立體聲揚聲器、內置麥克風 - 接口：3個USB 2.0插口，MMC/SD卡（HC）讀卡器、乙太網絡（Ethernet）插口、數據機插口、麥克風輸入插口、耳機/揚聲器插口、AC電源插口、VGA輸出插口、Kensington鎖插口、共享USB2.0/eSATA插口（1000HE） - 顏色：珍珠白（非Surf版）、純白（Surf版）或銀河黑、嫩綠、天藍、腮粉紅 - 擴充：2xPCI Express mini卡插口：其中一個用於無線網卡；另一個空置，或只對應華碩SSD擴充卡 | - 音效：Realtek ALC662 HD Audio 5.1 CODEC;內置立體聲揚聲器、內置麥克風 - 接口：3個USB 2.0插口，MMC/SD卡（HC）讀卡器、乙太網絡（Ethernet）插口、數據機插口、麥克風輸入插口、耳機/揚聲器插口、AC電源插口、VGA輸出插口、Kensington鎖插口、共享USB2.0/eSATA插口（1000HE） - 顏色：珍珠白（非Surf版）、純白（Surf版）或銀河黑、嫩綠、天藍、腮粉紅 - 擴充：2xPCI Express mini卡插口：其中一個用於無線網卡；另一個空置，或只對應華碩SSD擴充卡 | - 音效：Realtek ALC662 HD Audio 5.1 CODEC;內置立體聲揚聲器、內置麥克風 - 接口：3個USB 2.0插口，MMC/SD卡（HC）讀卡器、乙太網絡（Ethernet）插口、數據機插口、麥克風輸入插口、耳機/揚聲器插口、AC電源插口、VGA輸出插口、Kensington鎖插口、共享USB2.0/eSATA插口（1000HE） - 顏色：珍珠白（非Surf版）、純白（Surf版）或銀河黑、嫩綠、天藍、腮粉紅 - 擴充：2xPCI Express mini卡插口：其中一個用於無線網卡；另一個空置，或只對應華碩SSD擴充卡 | - 音效：Realtek ALC662 HD Audio 5.1 CODEC;內置立體聲揚聲器、內置麥克風 - 接口：3個USB 2.0插口，MMC/SD卡（HC）讀卡器、乙太網絡（Ethernet）插口、數據機插口、麥克風輸入插口、耳機/揚聲器插口、AC電源插口、VGA輸出插口、Kensington鎖插口、共享USB2.0/eSATA插口（1000HE） - 顏色：珍珠白（非Surf版）、純白（Surf版）或銀河黑、嫩綠、天藍、腮粉紅 - 擴充：2xPCI Express mini卡插口：其中一個用於無線網卡；另一個空置，或只對應華碩SSD擴充卡 | - 音效：Realtek ALC662 HD Audio 5.1 CODEC;內置立體聲揚聲器、內置麥克風 - 接口：3個USB 2.0插口，MMC/SD卡（HC）讀卡器、乙太網絡（Ethernet）插口、數據機插口、麥克風輸入插口、耳機/揚聲器插口、AC電源插口、VGA輸出插口、Kensington鎖插口、共享USB2.0/eSATA插口（1000HE） - 顏色：珍珠白（非Surf版）、純白（Surf版）或銀河黑、嫩綠、天藍、腮粉紅 - 擴充：2xPCI Express mini卡插口：其中一個用於無線網卡；另一個空置，或只對應華碩SSD擴充卡 | - 音效：Realtek ALC662 HD Audio 5.1 CODEC;內置立體聲揚聲器、內置麥克風 - 接口：3個USB 2.0插口，MMC/SD卡（HC）讀卡器、乙太網絡（Ethernet）插口、數據機插口、麥克風輸入插口、耳機/揚聲器插口、AC電源插口、VGA輸出插口、Kensington鎖插口、共享USB2.0/eSATA插口（1000HE） - 顏色：珍珠白（非Surf版）、純白（Surf版）或銀河黑、嫩綠、天藍、腮粉紅 - 擴充：2xPCI Express mini卡插口：其中一個用於無線網卡；另一個空置，或只對應華碩SSD擴充卡 | - 音效：Realtek ALC662 HD Audio 5.1 CODEC;內置立體聲揚聲器、內置麥克風 - 接口：3個USB 2.0插口，MMC/SD卡（HC）讀卡器、乙太網絡（Ethernet）插口、數據機插口、麥克風輸入插口、耳機/揚聲器插口、AC電源插口、VGA輸出插口、Kensington鎖插口、共享USB2.0/eSATA插口（1000HE） - 顏色：珍珠白（非Surf版）、純白（Surf版）或銀河黑、嫩綠、天藍、腮粉紅 - 擴充：2xPCI Express mini卡插口：其中一個用於無線網卡；另一個空置，或只對應華碩SSD擴充卡 | - 音效：Realtek ALC662 HD Audio 5.1 CODEC;內置立體聲揚聲器、內置麥克風 - 接口：3個USB 2.0插口，MMC/SD卡（HC）讀卡器、乙太網絡（Ethernet）插口、數據機插口、麥克風輸入插口、耳機/揚聲器插口、AC電源插口、VGA輸出插口、Kensington鎖插口、共享USB2.0/eSATA插口（1000HE） - 顏色：珍珠白（非Surf版）、純白（Surf版）或銀河黑、嫩綠、天藍、腮粉紅 - 擴充：2xPCI Express mini卡插口：其中一個用於無線網卡；另一個空置，或只對應華碩SSD擴充卡 | - 音效：Realtek ALC662 HD Audio 5.1 CODEC;內置立體聲揚聲器、內置麥克風 - 接口：3個USB 2.0插口，MMC/SD卡（HC）讀卡器、乙太網絡（Ethernet）插口、數據機插口、麥克風輸入插口、耳機/揚聲器插口、AC電源插口、VGA輸出插口、Kensington鎖插口、共享USB2.0/eSATA插口（1000HE） - 顏色：珍珠白（非Surf版）、純白（Surf版）或銀河黑、嫩綠、天藍、腮粉紅 - 擴充：2xPCI Express mini卡插口：其中一個用於無線網卡；另一個空置，或只對應華碩SSD擴充卡 | - 音效：Realtek ALC662 HD Audio 5.1 CODEC;內置立體聲揚聲器、內置麥克風 - 接口：3個USB 2.0插口，MMC/SD卡（HC）讀卡器、乙太網絡（Ethernet）插口、數據機插口、麥克風輸入插口、耳機/揚聲器插口、AC電源插口、VGA輸出插口、Kensington鎖插口、共享USB2.0/eSATA插口（1000HE） - 顏色：珍珠白（非Surf版）、純白（Surf版）或銀河黑、嫩綠、天藍、腮粉紅 - 擴充：2xPCI Express mini卡插口：其中一個用於無線網卡；另一個空置，或只對應華碩SSD擴充卡 | - 音效：Realtek ALC662 HD Audio 5.1 CODEC;內置立體聲揚聲器、內置麥克風 - 接口：3個USB 2.0插口，MMC/SD卡（HC）讀卡器、乙太網絡（Ethernet）插口、數據機插口、麥克風輸入插口、耳機/揚聲器插口、AC電源插口、VGA輸出插口、Kensington鎖插口、共享USB2.0/eSATA插口（1000HE） - 顏色：珍珠白（非Surf版）、純白（Surf版）或銀河黑、嫩綠、天藍、腮粉紅 - 擴充：2xPCI Express mini卡插口：其中一個用於無線網卡；另一個空置，或只對應華碩SSD擴充卡 | - 音效：Realtek ALC662 HD Audio 5.1 CODEC;內置立體聲揚聲器、內置麥克風 - 接口：3個USB 2.0插口，MMC/SD卡（HC）讀卡器、乙太網絡（Ethernet）插口、數據機插口、麥克風輸入插口、耳機/揚聲器插口、AC電源插口、VGA輸出插口、Kensington鎖插口、共享USB2.0/eSATA插口（1000HE） - 顏色：珍珠白（非Surf版）、純白（Surf版）或銀河黑、嫩綠、天藍、腮粉紅 - 擴充：2xPCI Express mini卡插口：其中一個用於無線網卡；另一個空置，或只對應華碩SSD擴充卡 | - 音效：Realtek ALC662 HD Audio 5.1 CODEC;內置立體聲揚聲器、內置麥克風 - 接口：3個USB 2.0插口，MMC/SD卡（HC）讀卡器、乙太網絡（Ethernet）插口、數據機插口、麥克風輸入插口、耳機/揚聲器插口、AC電源插口、VGA輸出插口、Kensington鎖插口、共享USB2.0/eSATA插口（1000HE） - 顏色：珍珠白（非Surf版）、純白（Surf版）或銀河黑、嫩綠、天藍、腮粉紅 - 擴充：2xPCI Express mini卡插口：其中一個用於無線網卡；另一個空置，或只對應華碩SSD擴充卡 | - 音效：Realtek ALC662 HD Audio 5.1 CODEC;內置立體聲揚聲器、內置麥克風 - 接口：3個USB 2.0插口，MMC/SD卡（HC）讀卡器、乙太網絡（Ethernet）插口、數據機插口、麥克風輸入插口、耳機/揚聲器插口、AC電源插口、VGA輸出插口、Kensington鎖插口、共享USB2.0/eSATA插口（1000HE） - 顏色：珍珠白（非Surf版）、純白（Surf版）或銀河黑、嫩綠、天藍、腮粉紅 - 擴充：2xPCI Express mini卡插口：其中一個用於無線網卡；另一個空置，或只對應華碩SSD擴充卡 | - 音效：Realtek ALC662 HD Audio 5.1 CODEC;內置立體聲揚聲器、內置麥克風 - 接口：3個USB 2.0插口，MMC/SD卡（HC）讀卡器、乙太網絡（Ethernet）插口、數據機插口、麥克風輸入插口、耳機/揚聲器插口、AC電源插口、VGA輸出插口、Kensington鎖插口、共享USB2.0/eSATA插口（1000HE） - 顏色：珍珠白（非Surf版）、純白（Surf版）或銀河黑、嫩綠、天藍、腮粉紅 - 擴充：2xPCI Express mini卡插口：其中一個用於無線網卡；另一個空置，或只對應華碩SSD擴充卡 | - 音效：Realtek ALC662 HD Audio 5.1 CODEC;內置立體聲揚聲器、內置麥克風 - 接口：3個USB 2.0插口，MMC/SD卡（HC）讀卡器、乙太網絡（Ethernet）插口、數據機插口、麥克風輸入插口、耳機/揚聲器插口、AC電源插口、VGA輸出插口、Kensington鎖插口、共享USB2.0/eSATA插口（1000HE） - 顏色：珍珠白（非Surf版）、純白（Surf版）或銀河黑、嫩綠、天藍、腮粉紅 - 擴充：2xPCI Express mini卡插口：其中一個用於無線網卡；另一個空置，或只對應華碩SSD擴充卡 |

1在英國發售的Eee PC又名「Research Machines Asus Minibook」，以學生市場為主，但規格相同。
- 華碩Eee PC產品列表：[26]
- 規格依實際出貨版本為主。

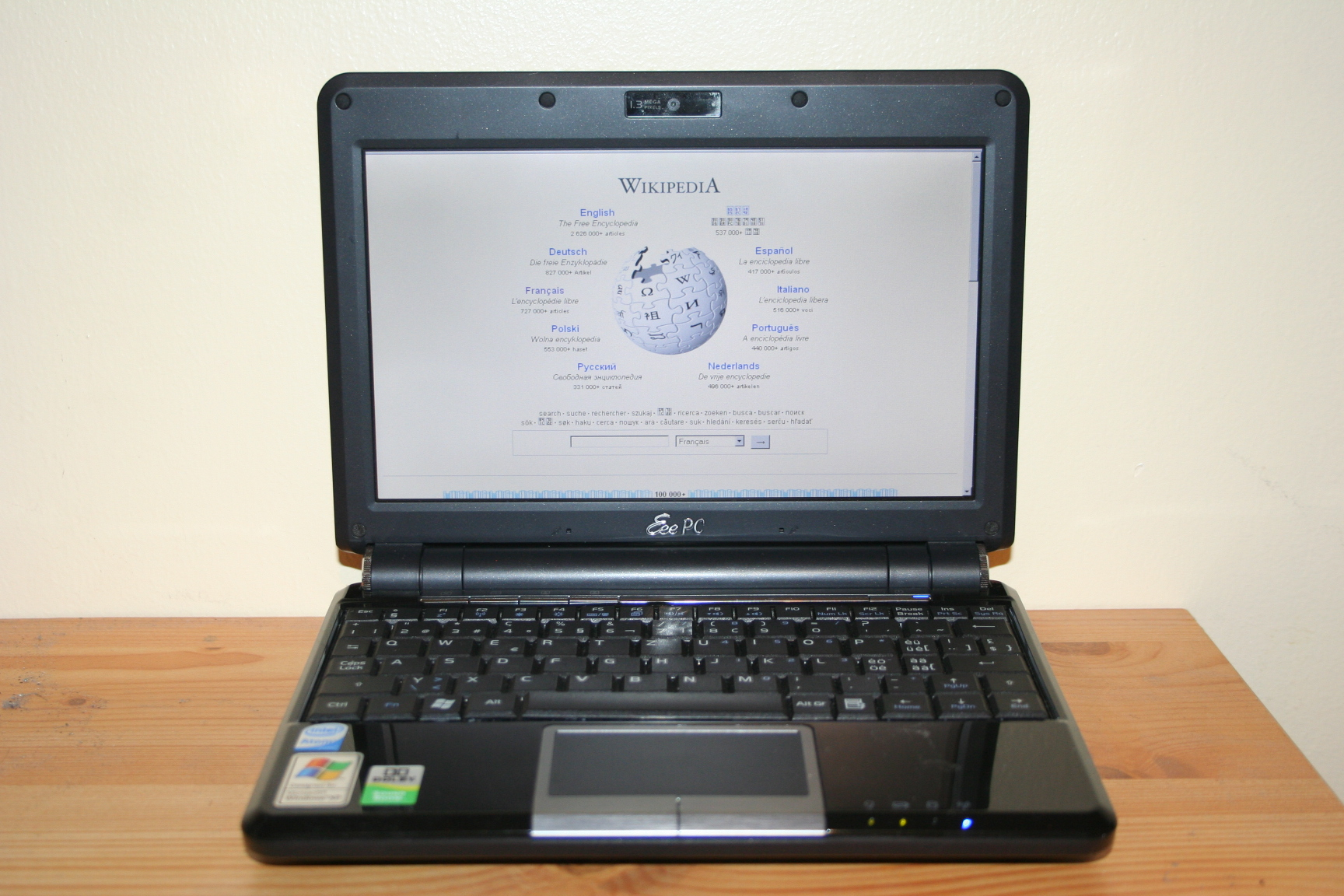
Asus Eee PC 901
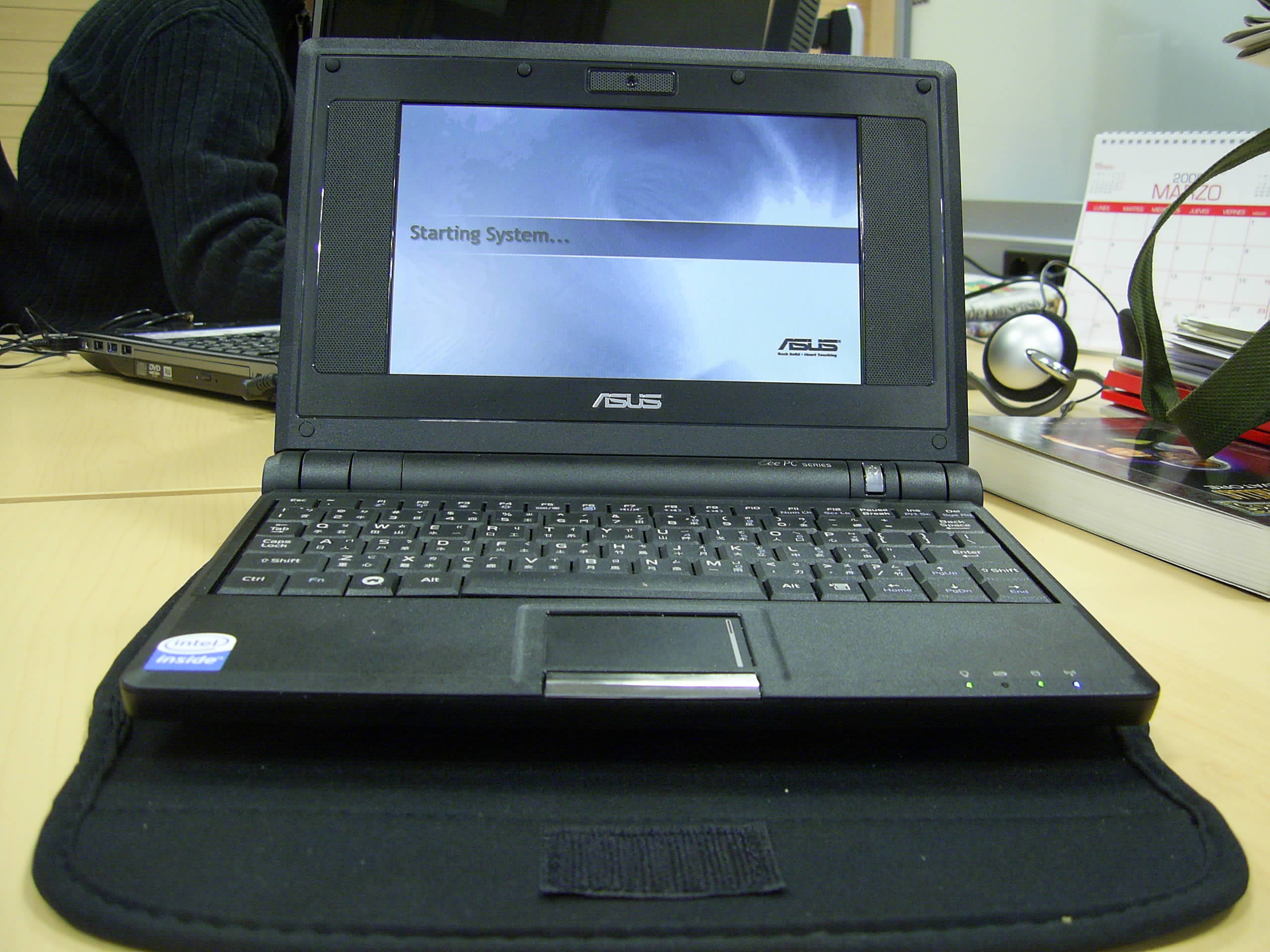
黑色 Eee pc 700
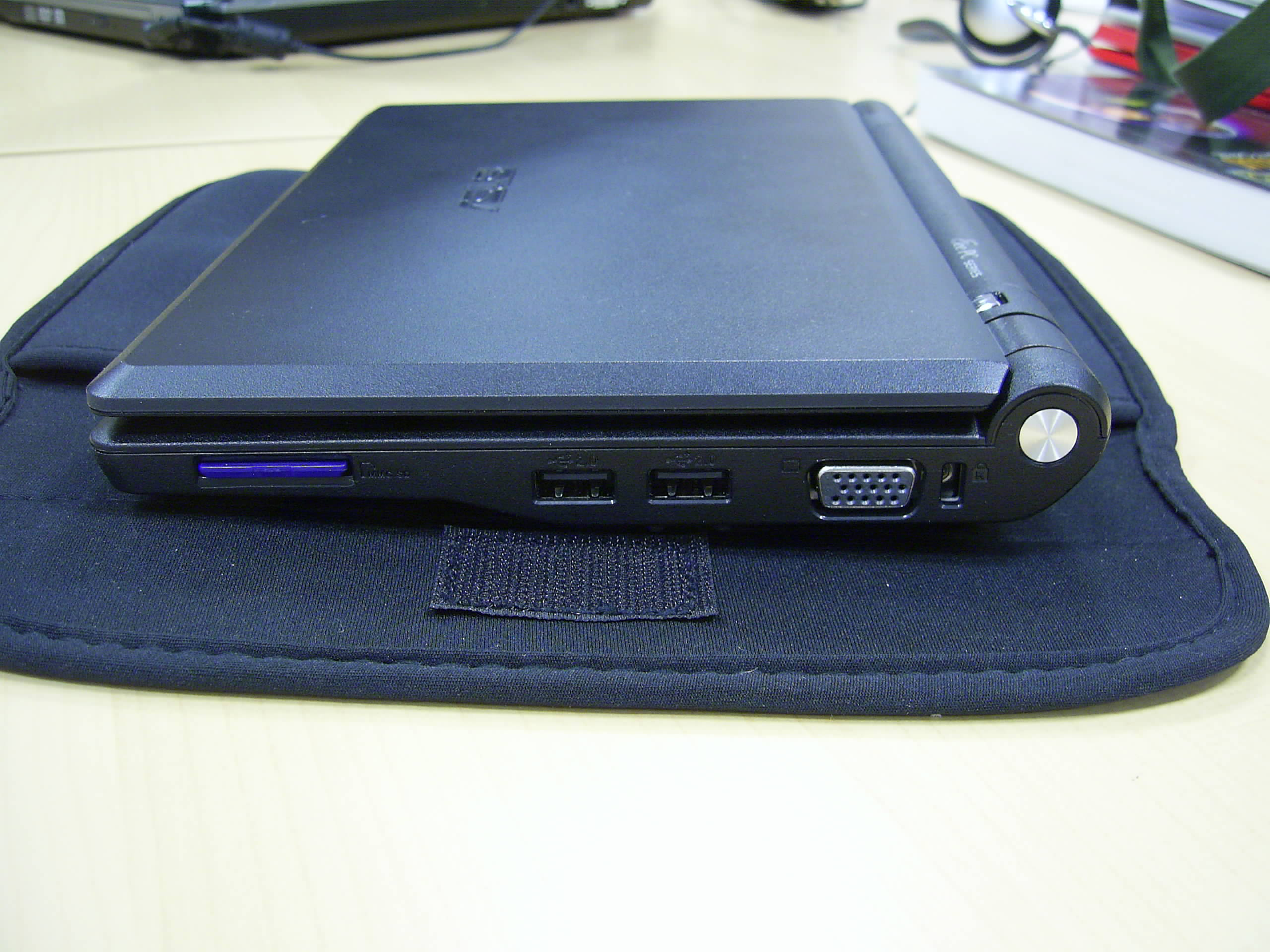
黑色700側面
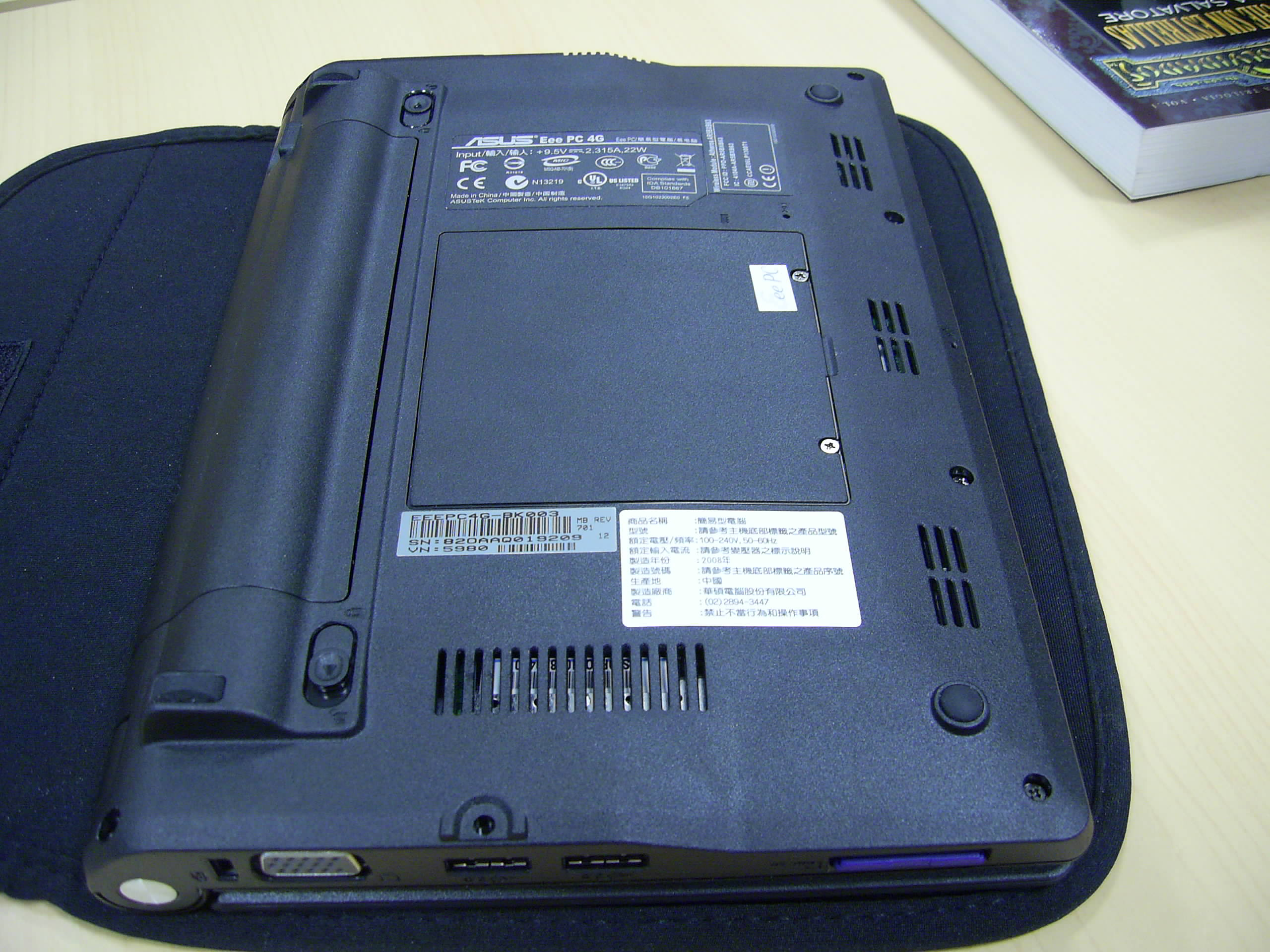
黑色700背面
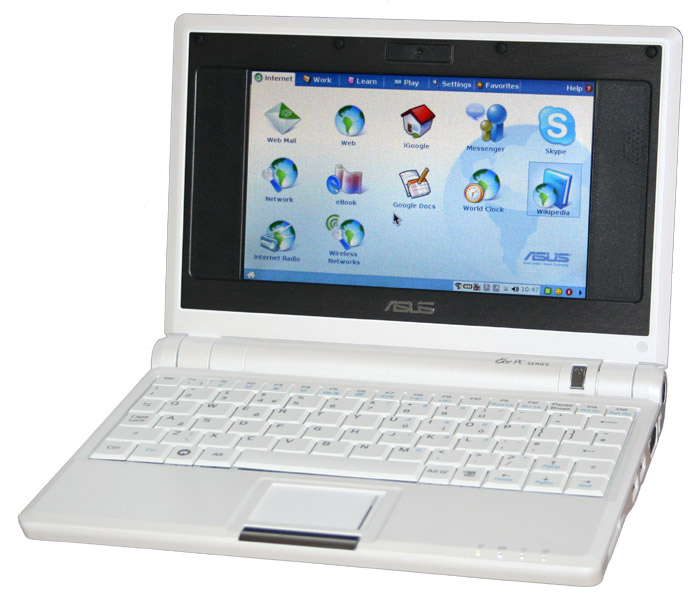
白色700正面
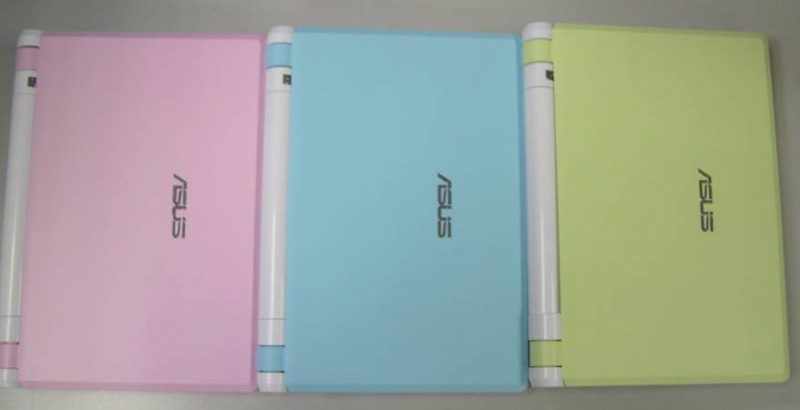
除黑白外更有粉紅、粉藍與綠
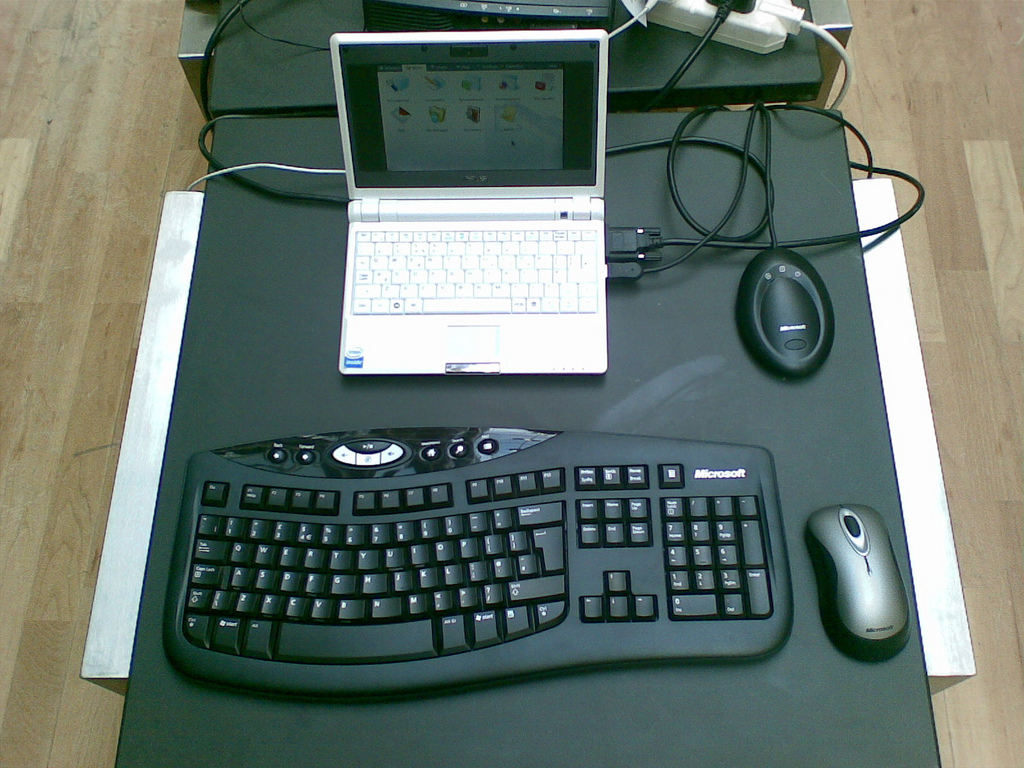
外接大鍵盤與滑鼠
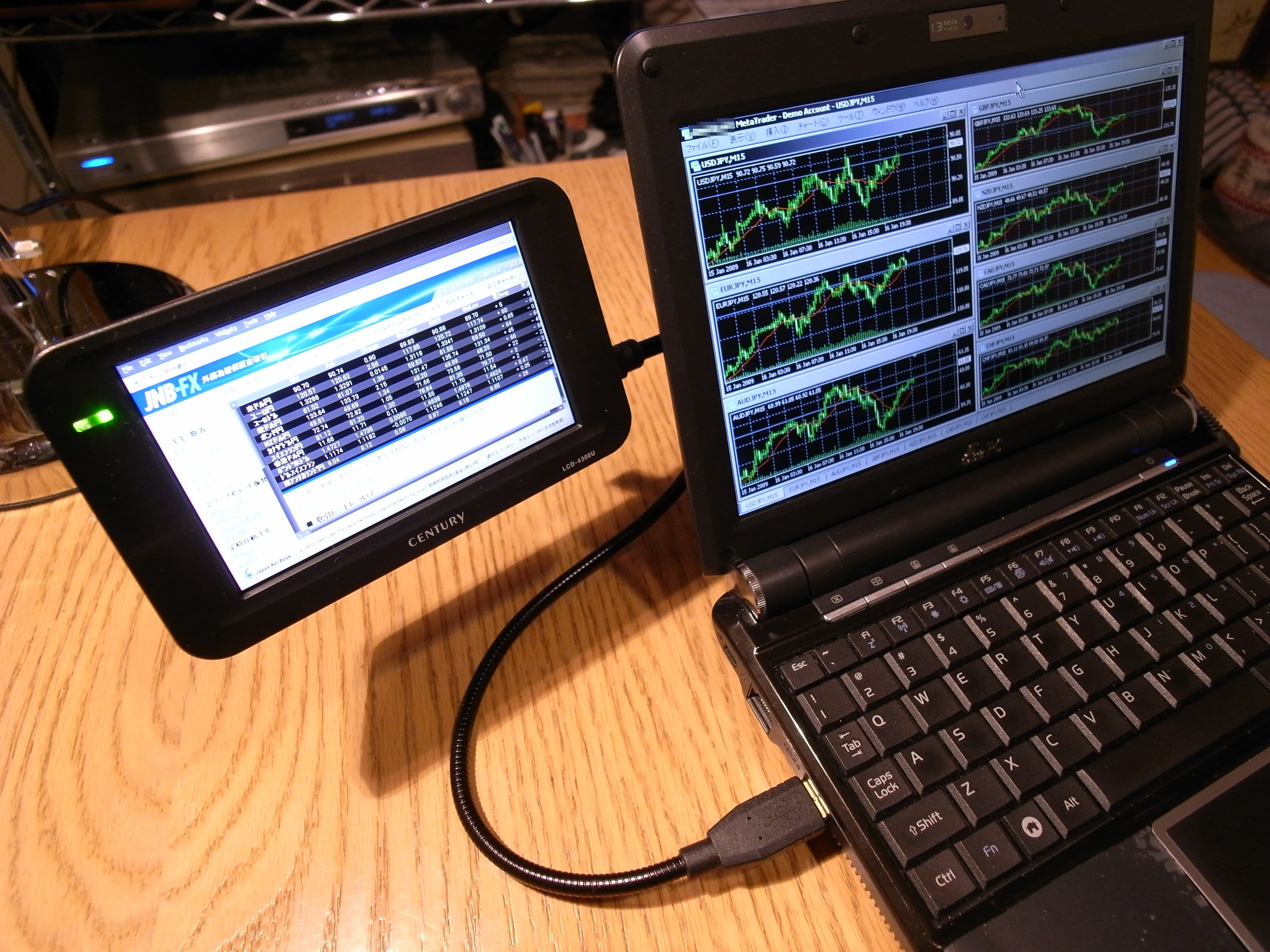
外接雙USB顯示器
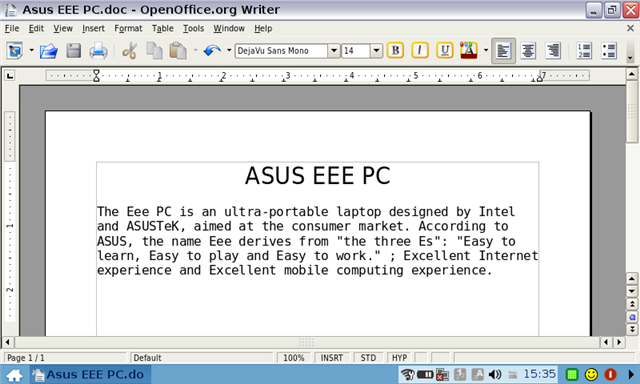
EeePC附贈的OpenOffice
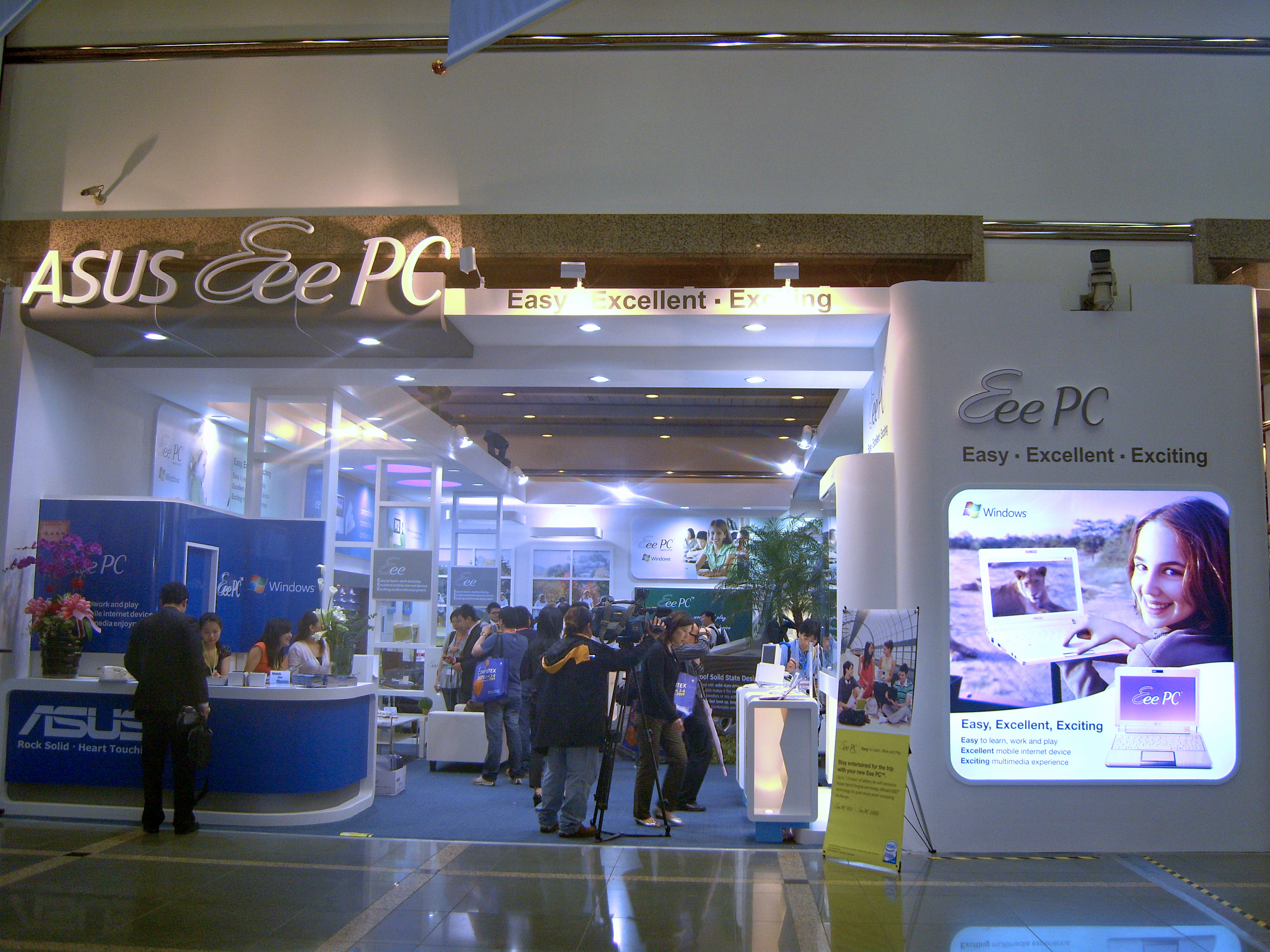
2008台北國際電腦展的EeePC攤位
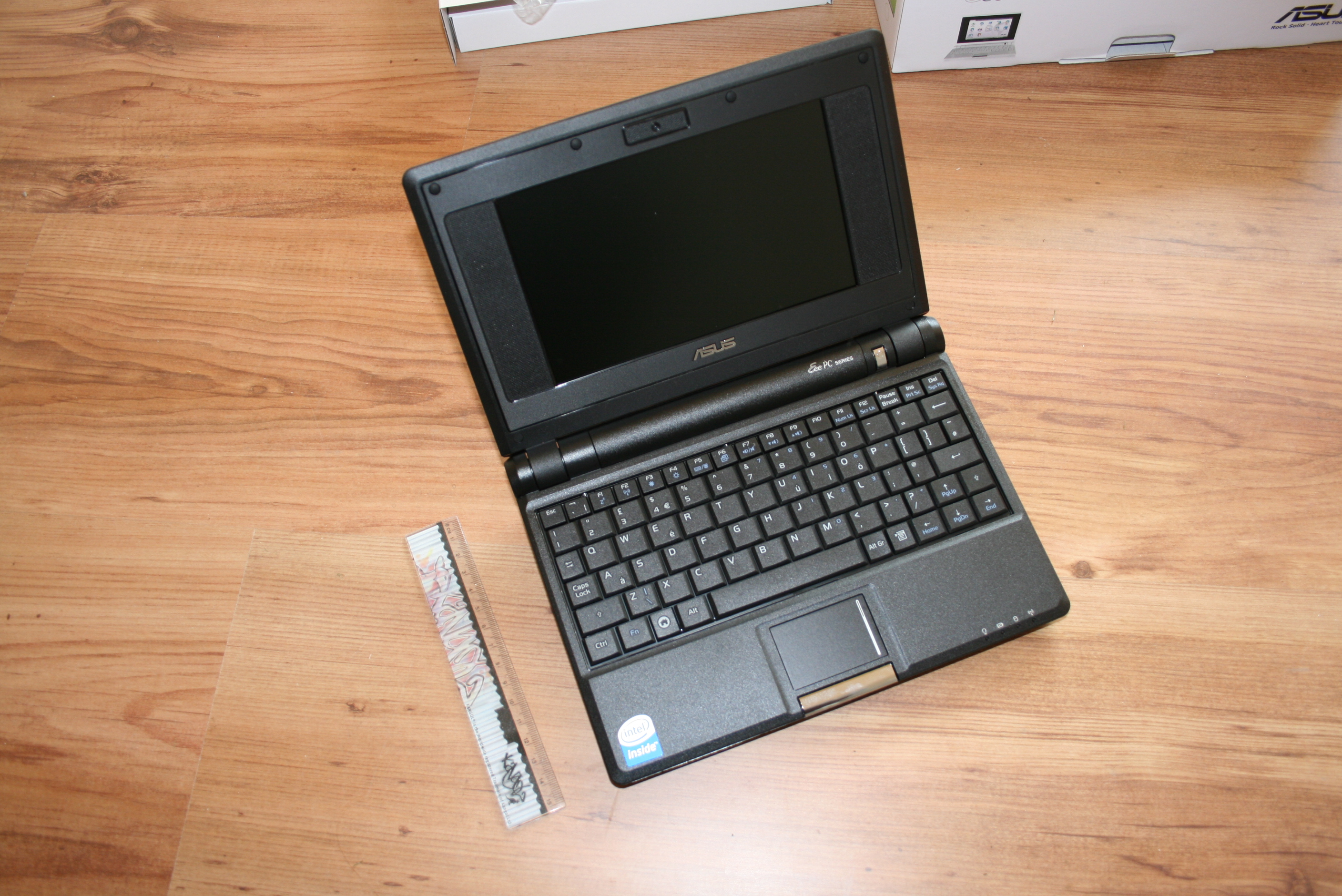
Eee PC 与一把尺子的对比

## 衍生機種與後續機種
華碩方面已推出Eee系列的其他相關硬體，包括Eee Monitor、Eee TV、Eee Box等。
另外，其他廠商也仿效Eee PC而推出了不同的小筆電。
2012年9月，華碩宣布停止生產Eee PC，將會全面退出小筆電市場，改以平板電腦代替。

## 外部連結
- ASUS Eee PC專屬網站（繁體中文）
- ASUS Eee PC Hands On Preview
- EeeUser.com - An Unofficial ASUS EeePC Community （页面存档备份，存于）
- EEE-PC.de - An Unofficial German ASUS EeePC Community and Newsblog
- BlogEee.net - An Unofficial French ASUS EeePC blog, fully dedicated to the EeePC. （页面存档备份，存于）
- An Unofficial Russian ASUS Eee PC Community and Newsblog （页面存档备份，存于）
- . LinuxDevices.com. 2007年6月6日  [2007-07-11]. （原始内容存档于2012-05-26）.
- EeePC running mac os 10.4 Tiger